# Johann Baptist von Lampi
Pour les articles homonymes, voir Lampi.
Johann Baptist von Lampi (en italien : Giovanni Battista Lampi), né à Romeno (comté de Tyrol) le 31 décembre 1751 et mort à Vienne (Autriche) le 11 février 1830, est un peintre d'histoire et de portrait autrichien d'origine italienne. 

## Biographie
Il est né à Romeno dans le comté de Tyrol. Professeur à l'Académie de Vienne en 1786, il réside ensuite en Russie où il se consacre au portrait tout en faisant fortune. Il a peint un portrait de l'impératrice Maria Feodorovna. Son fils, Johann Baptist von Lampi le Jeune était aussi peintre.
Le Portrait allégorique de Catherine II, Impératrice de Russie, esquisse du grand portrait de l'impératrice au musée de l'Ermitage est exposé au musée de la Révolution française.
Parmi ses élèves, s'est notamment illustré dans le domaine des iconostases Eustație Altini.

## Œuvre
- Le Comte Stanislas Felix Potocki (1745-1805) et ses deux fils (1789-1790), 119 × 116 cm, Paris, Musée du Louvre[4]

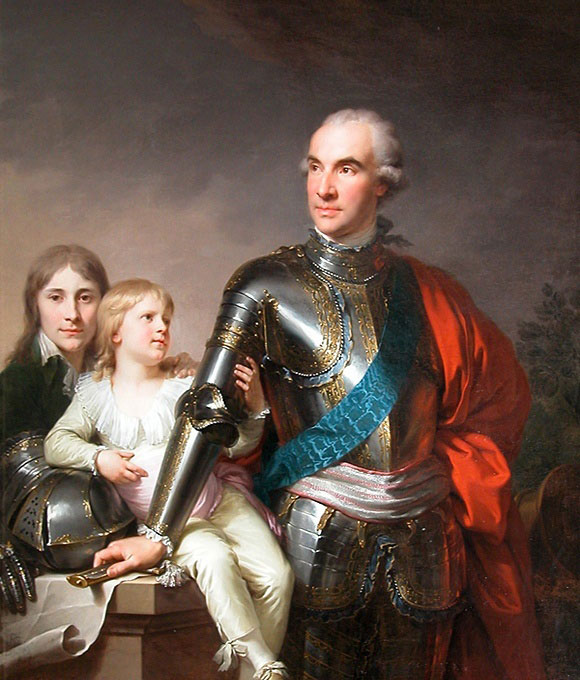
Stanislas Potocki et ses deux fils (1789-1790) Musée du Louvre
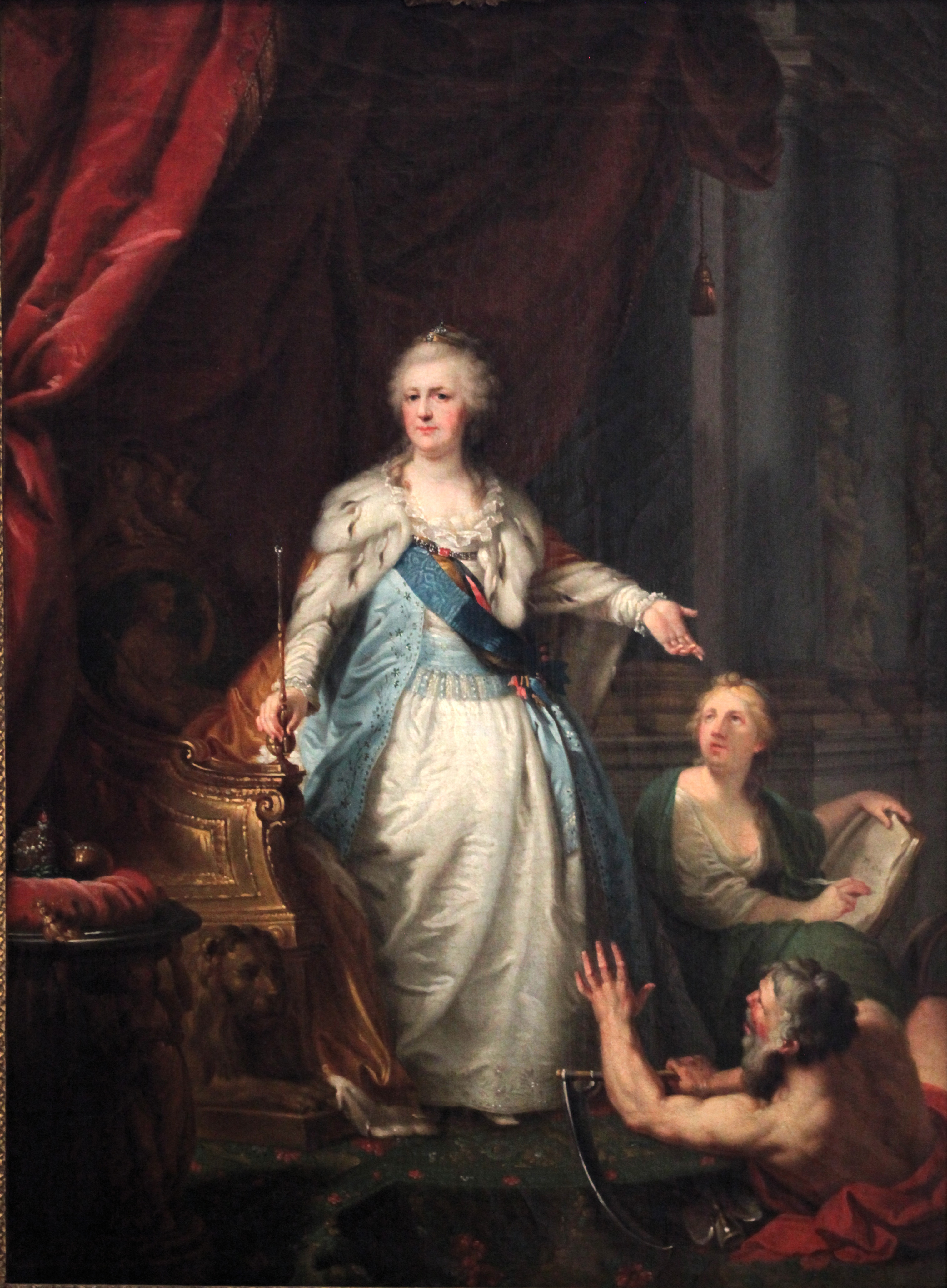
Portrait de l'impératrice Catherine II de Russie, Musée de la Révolution française
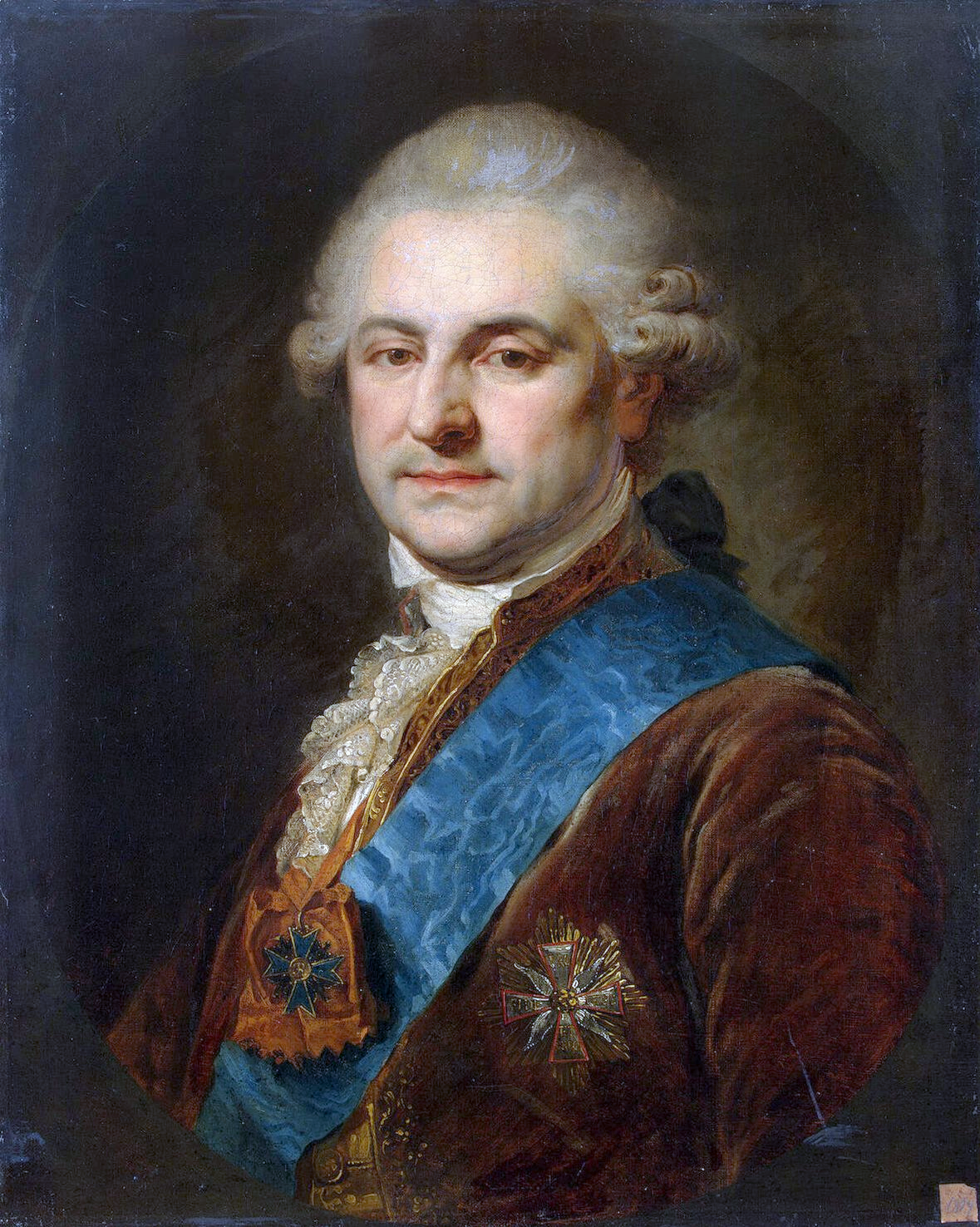
Portrait du roi Stanislas-Auguste Poniatowski, après 1788.
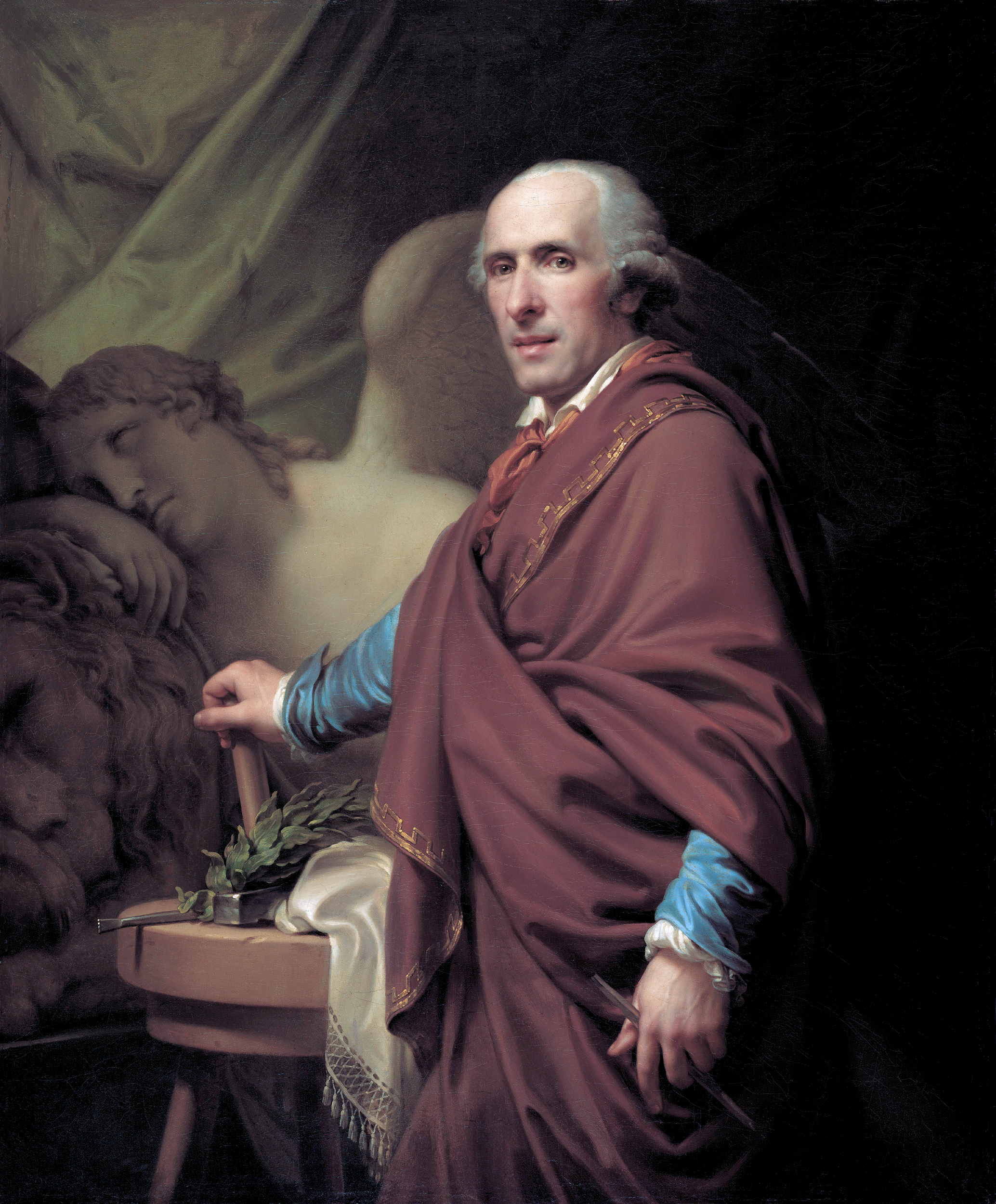
Antonio Canova (1805/06), Vaduz.
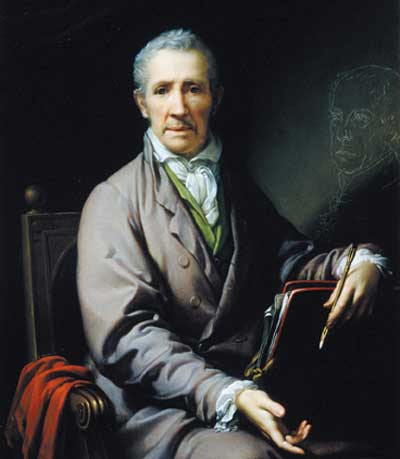
Autoportrait à l'âge de 76 ans, 1828, Vienne.